# Contrafachada

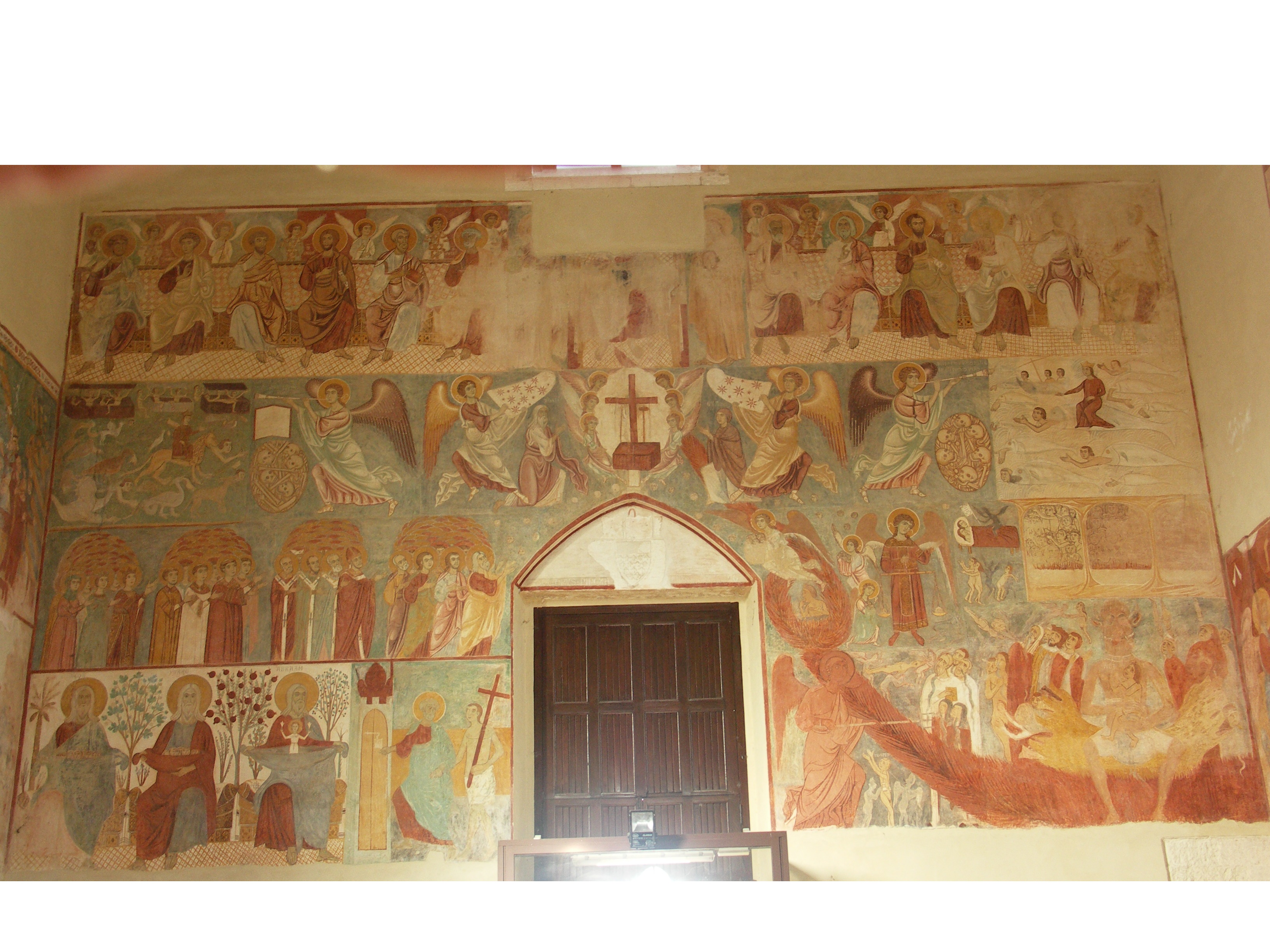
Fresco del Juicio Final, de inspiración bizantina, en la contrafachada de la iglesia de Santa María del Casale en las afueras de Bríndisi,.

La contrafachada (de "contra" y "fachada") es, sobre todo en la arquitectura eclesiástica, la pared interior situada detrás de la fachada del edificio.
A menudo suele estar decorada con monumentos sepulcrales, frescos, mosaicos, azulejos o vidrieras. Sobre todo en el medievo, a estos espacios se les reservaba un tipo de representación más narrativo, respecto de las figuraciones simbólicas expuestas en el ábside.
Puede estar interrumpida por una pila de agua bendita o un coro elevado, si las órdenes monásticas de clausura frecuentaban la iglesia, o por una terraza, en la que quizá se encuentre un órgano. Puede haber uno o varios rosetones u otras ventanas y también suelen encontrarse uno o varios portales de acceso.
Como ejemplos de decoración de la contrafachada es la Basílica de San Pedro en Roma, donde el papa Juan VII ( c. 650-707) ordenó cubrirla con mosaicos. En el arte bizantino la representación de temas religiosos en las iglesia (en mosaico o pintura mural) tenían determinadas localizaciones estandarizadas. Jesucristo y la Virgen María solían estar situados en la bóveda del ábside y en la cúpula central; en las naves se situaban escenas del Antiguo y Nuevo Testamento, y en la contrafachada, muchas veces, el Juicio Final con los justos que alcanzan la gloria y los pecadores sometidos a los tormentos del infierno. En la basílica de Santo Angelo in Formis en Campania, se representa también el Juicio Final.

## Galería de contrafachadas
|                            |
| Catedral de Parma, Italia. |

|                                            |
| Basílica de Santo Angelo in Formis, Italia |

|                             |
| Catedral de Reims, Francia. |

|                                                        |
| Iglesia del Santo Cuerpo de Cristo en Brescia, Italia. |

|                            |
| Catedral de Údine, Italia. |